# Warbreaker
Warbreaker é um romance de fantasia escrito pelo autor americano Brandon Sanderson e publicado em 2009 nos Estados Unidos pela Tor Books. Originalmente concebido como um romance independente, o autor planeja uma continuação do mesmo, chamada até o momento de Nightblood. O romance faz parte do Cosmere, universo compartilhado das obras de Sanderson.
Uma versão revisada de Warbreaker foi disponibilizada na Internet sob uma licença Creative Commons pelo autor, que não revendeu seus direitos sobre a obra. Todo o romance, incluindo rascunhos mais antigos, está disponível em formato digital no site de Sanderson. Warbreaker tem sido bem recebido pelos críticos.

## Resumo
No reino de Idris, as princesas Vivenna e Siri são irmãs, a última das quais é prometida por seu pai em casamento com o tirânico God King do reino rival de Hallendren. Vivenna segue sua irmã para tentar salvar Siri de seu destino, mas ambas acabam se encontrando em um turbilhão de intrigas que podem levar a uma guerra entre Idris e Hallendren. Enquanto isso, o misterioso Vasher e sua espada encantada Nightblood perseguem seus próprios objetivos misteriosos.

## Magia
O sistema de magia é chamado de "Awakening" e permite que seu usuário dê vida a objetos inanimados, além de proporcionar benefícios diretos a si, como tom de voz perfeito, reconhecimento perfeito de cores, reconhecimento perfeito de vida e falta de envelhecimento enquanto mantiver seu "BioChromatic Breath", a fonte de seu poder. O sistema tem sido elogiado como um sistema de magia único e original.